# Ермаков, Алексей Михайлович
Алексей Михайлович Ермаков (род. 3 октября 1973, Ростов-на-Дону) — российский учёный-ветеринар, доктор биологических наук, профессор, профессор РАО. Лауреат премии «Золотой скальпель». Главный ветеринарный врач Ростовской области (2012—2015). Главный редактор журнала «Ветеринарная патология».

## Биография
В 1996 году окончил факультет ветеринарной медицины Донского государственного аграрного университета.
В 1998 году защитил диссертацию на соискание учёной степени кандидата ветеринарных наук в Ставропольской сельскохозяйственной академии на тему «Стафилококкоз собак в условиях Ростовской области».
В 2005 году окончил Донской государственный аграрный университет по специальности «экономика и управление АПК».
В 2008 году прошёл переподготовку по президентской программе переподготовки кадров в Южном федеральном университете.
В 2008 году защитил диссертацию на соискание учёной степени доктора биологических наук в Московской государственной академии ветеринарной медицины и биотехнологии по теме «Интегрированная оценка адаптационных возможностей собак в раннем постнатальном онтогенезе при алиментарной депривации».
В 2011 году получил учёное звание «профессор» по специальности ветеринарная микробиология, вирусология, эпизоотология, микология с микотоксикологией и иммунология.

## Карьера
В 1993—1994 годах работал ветеринарным врачом совхоза «Октябрьский». В 1994—2001 годах был заведующим Сальской участковой ветеринарной лечебницей.
В 2000—2001 году преподавал курс «Зоопсихология» на гуманитарном факультете Института управления, бизнеса и права.
С 2001 по 2013 год руководил клиникой «Центр» в Ростове-на-Дону.
С 2003 по 2016 год работал в Северо-Кавказском зональном научно-исследовательском ветеринарном институте (СКЗНИВИ) Российской академии сельскохозяйственных наук: в 2003—2009 годах был старшим научным сотрудником лаборатории воспроизводства и болезней молодняка, в 2009—2014 годах — заведующим лабораторией общей патологии и лучевой диагностики, в 2014—2016 годах — главным научным сотрудником.
В 2012—2015 годах был главным ветеринарным врачом Ростовской области — генеральным директором ГБУ РО «Ростовская областная станция по борьбе с болезнями животных с противоэпизоотическим отрядом». В этот период он организовал и провёл реформирование ветеринарной службы Ростовской области, в результате которой была ликвидирована неэффективная система финансово-экономических государственных ветеринарных станций и образована единая организация ГБУ РО «Ростовская облСББЖсПО». В 2014 году ветеринарная служба Ростовской области попала в Книгу рекордов России как самая крупная ветеринарная организация.
С 2016 года А. М. Ермаков является заведующим кафедрой «Биология и общая патология» Донского государственного технического университета.
В январе 2020 года в ДГТУ был открыт факультет подготовки городских ветврачей по направлению «Биоинженерия и ветеринарная медицина».

## Научная деятельность
Член Учёного совета СКЗНИВИ. Учёный секретарь Диссертационного совета Д 006.106.01 по биологическим и ветеринарным наукам. Член Диссертационных советов Донского государственного аграрного университета и Ставропольского государственного аграрного университета.

Под руководством Ермакова защищены 3 докторские диссертации и 12 диссертаций на соискание учёной степени кандидата биологических и ветеринарных наук.
С 1997 года Ермаков является президентом Донской ассоциации ветеринарных врачей мелких домашних животных. Под его руководством были организованы и проведены 3 национальных симпозиума и несколько региональных конференций.
С 1998 года является членом Ассоциации практикующих ветеринарных врачей (АПВВ) России.
В 2001—2005 годах был президентом Северо-Кавказской ветеринарной ассоциации.
С 1998 по 2010 год был вице-президентом Северо-Кавказского межрегионального кинологического объединения Российской кинологической федерации.
Участник и докладчик Всемирных ветеринарных конгрессов WSAVA (Бангкок, 2003; Дублин, 2008; Женева, 2010; Окленд, 2013), Всемирного конского ветеринарного конгресса (Москва, 2008), конгресса EUROSON (Мадрид, 2012), Московских международных ветеринарных конгрессов (1997—2013). В качестве приглашенного докладчика выступал на конференциях в Эстонии (2009) и Украине (2002, 2003).
Член редколлегии рецензируемых журналов «Ветеринария Кубани» (с 2006), «Российский ветеринарный журнал. Мелкие домашние и дикие животные» (с 2009).
С 2010 года является главным редактором журнала «Ветеринарная патология».
Неоднократно выступал в средствах массовой информации в поддержку принятия активных мер, направленных на повышение уровня образования ветеринарных специалистов в России.

## Прочая деятельность
С 2008 года Ермаков является лицом торговой марки Pedigree в России. Его образ был использован в 2010—2012 годах в рекламных кампаниях российского подразделения, а рекомендации размещались на пачках корма Pedigree для щенков.

## Научные публикации
Автор более 160 научных трудов по ветеринарии, биологии и патологии.
Избранные книги
- Федюк В. И., Ермаков А. М., Дерезина Т. Н., Александров И. Д., Ильченко В. И. Справочник болезней собак и кошек. — Ростов-на-Дону: Феникс, 2000. — 352 с. ISBN 5-222-01391-X
- Аксёнова П. В., Ермаков А. М. Биология репродукции коз. — Санкт-Петербург: Лань, 2015. — 271 с. ISBN 978-5-8114-1922-7
- Ермаков А. М., Карантыш Г. В., Спирина А. С. Анатомия и физиология ротовой полости мелких домашних животных. — Ростов-на-Дону: ДГТУ, 2017. — 49 с. ISBN 978-5-7890-1295-6
- Кочеткова А. Ю., Карантыш Г. В., Ермаков А. М. Работа со световым микроскопом. — Ростов-на-Дону: ДГТУ, 2017. — 49 с. ISBN 978-5-7890-1301-4

Избранные статьи
- Kartashev V., Batashova I., Ryabikina E., Babicheva M., Levchenko Y., Pavlova R., Kartashov S., Ermakov A., Mironova A., Kuleshova Y., Kolodiy I., Klyuchnikov A., Ilyasov B., Pantchev N., Morchón R., Simón F. Canine and human dirofilariosis in the Rostov Region (Southern Russia). // Veterinary Medicine International. 2011. Т. 2011. С. 685—713.
- Аксенова П. В., Ермаков А. М., Грушевский И. Ю. Основные проблемы воспроизводства крупного рогатого скота в Ростовской области и пути их решения. // Ветеринарная патология. 2013. № 3 (45). С. 108—115.
- Аксенова П. В., Ермаков А. М., Миронова Л. П., Цибизова Е. Л. Опасность микоплазмоза для диких популяций зубра (Bison Bonasus). Особенности эпизоотии и патогенеза. // Российский ветеринарный журнал. Мелкие домашние и дикие животные. 2014. № 3. С. 38-42.
- Сидельников А. И., Квочко А. Н., Шаламова Е. В., Ермаков A. М., Мещеряков Ф. А., Никитин B. Я. Пролиферативная активность клеток в почечных тельцах кроликов по экспрессии белка Ki-67 после частичной нефрэктомии с использованием для ушивания нити кетгута. // Ветеринария, зоотехния и биотехнология. 2017. № 12. С. 58-63.

## Награды
- Лауреат премии «Золотой скальпель» в номинации «За научный вклад в развитие ветеринарной медицины» (1999)[17]
- Медаль «За заслуги в области ветеринарии» (2008)
- Медаль ордена «За заслуги перед Отечеством» II степени (2011)[18]
- Почётное учёное звание «Профессор РАО»[19]